# Commiphora mildbraedii
Commiphora mildbraedii är en tvåhjärtbladig växtart. Commiphora mildbraedii ingår i släktet Commiphora och familjen Burseraceae.

## Underarter
Arten delas in i följande underarter:
- C. m. dodomaensis
- C. m. mildbraedii